# Bergepanzer M32/M74

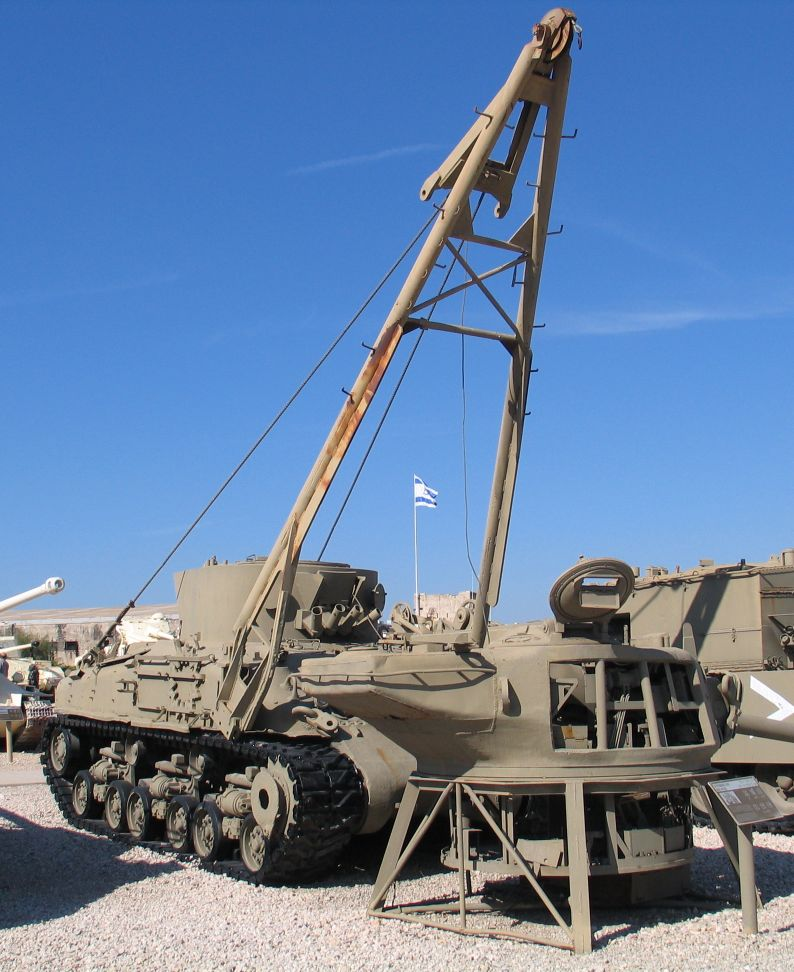
M32 ARV (israelische HVSS-Version) im Yad la-Shiryon Museum, Israel.

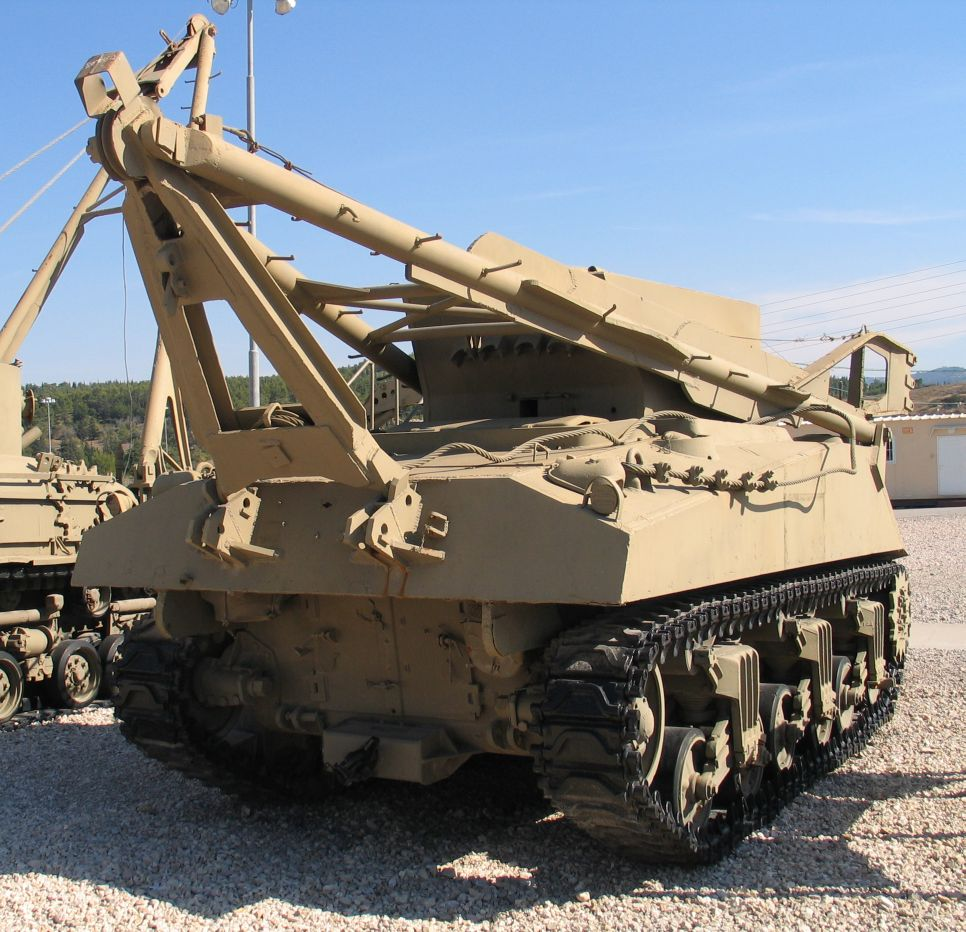
Version mit VVSS-Federung

Die Bergepanzer M32 und M74 basierten auf dem Chassis des M4 Sherman und waren die ersten Bergepanzer der US Army mit Kranausstattung.

## Bergepanzer M32

### Entwicklung
Als während des Zweiten Weltkrieges dringlicher Bedarf für ein leistungsstarkes Fahrzeug zur Bergung ausgefallener oder abgeschossener Panzer erkennbar wurde, begann man beim US Ordnance Corps mit der Entwicklung eines ausreichend dimensionierten Bergepanzers. Aus Zeitgründen benutzte man das Fahrgestell des in Großserie gebauten M4 Sherman und rüstete dieses lediglich für die entsprechenden Bedürfnisse um. Das neue Fahrzeug erhielt die Bezeichnung M32 Tank Recovery Vehicle.
Anstelle des Turms wurde ein fester Aufbau angebracht und ein „A“-förmiger sechs Meter langer Kranbaum mit einer Hubleistung von 15 Tonnen installiert. Die Haupt-Bergewinde hatte eine maximale Zugkraft von 30 Tonnen. In der Panzerwanne wurde ein 81-mm-Mörser montiert, außerdem war das Fahrzeug noch mit einem 12,7-mm-Browning M2 Maschinengewehr bewaffnet.

### Varianten
- M32B1 – Umgerüstet aus dem M4A1. 24 Fahrzeuge wurden im März 1944 zu gepanzerten Artilleriezugmaschinen Prime Mover M34 umgebaut.
- M32A1B1 – M32B1 mit HVSS-Laufwerk (horizontale Schraubenfederung und auf 58 cm verbreiterte Kette). Der Mörser wurde entfernt und die Krantechnik verbessert.
- M32B2 – M32 Bergepanzer auf dem Fahrgestell des M4A2.
- M32B3 – M32 Bergepanzer auf dem Fahrgestell des M4A3.
- M32A1B3 – M32B3, auf den Standard des M32A1B1 modifiziert.
- M32B4 – M32 Bergepanzer auf dem Fahrgestell des M4A4.

## Bergepanzer M74

### Entwicklung

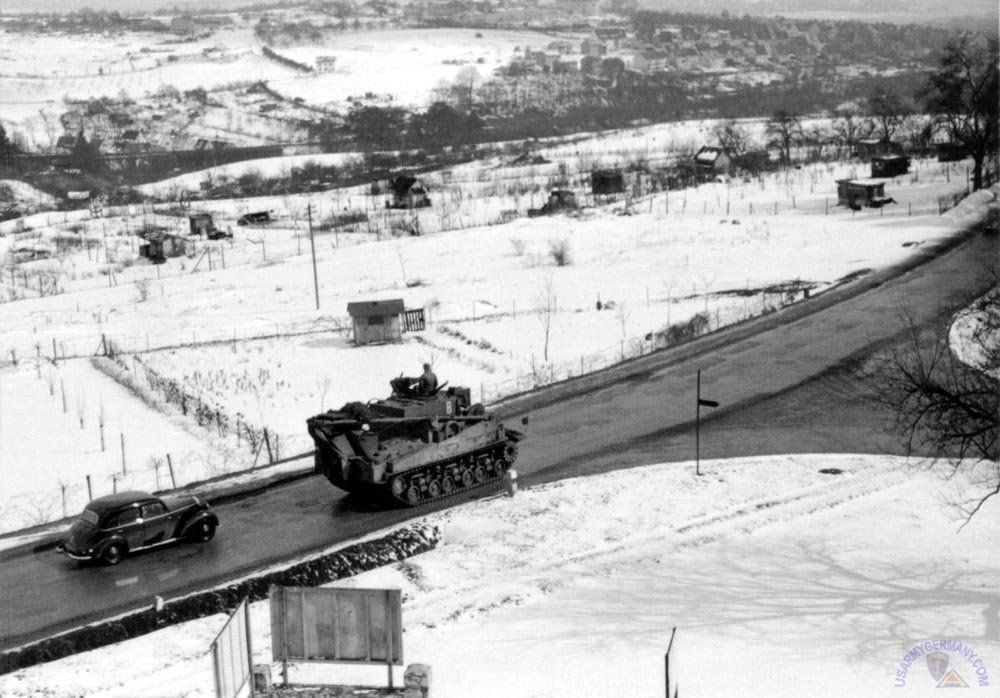
Bergepanzer M74 der US Army 1954

In Anbetracht der immer schwerer werdenden Kampfpanzer musste der M32 einer Leistungssteigerung unterzogen werden. Hierfür wurden Fahrgestelle des M4A3 HVSS verwendet und dem Fahrzeug die neue Bezeichnung M74 gegeben. Obwohl der M74 seinem Vorgänger ähnlich sah, gab es doch einige gravierende Unterschiede. Unter anderem wurde eine zweite Seilwinde für den Kranbaum eingebaut und am Bug befestigte man einen Stützschild für den Kranbetrieb, der bedingt auch als Räumschild einsetzbar war.
Das Modell M74B1 entstand aus modifizierten M32B3. Die Bundeswehr nutzte dieses Fahrzeug als ihren ersten Bergepanzer. Von 1956 bis 1967 befanden sich 300 M74B1 im Einsatz.

### Technische Daten
- Gewicht: 42,5 t
- Motor: Ford GAA, 8-Zylinder-Reihen-4-Takt-Vergasermotor, 506 PS
- Geschwindigkeit: 34,5 km/h
- Besatzung: 4 Mann
- Bugwinde, max. Zugkraft: 40 t
- Krananlage (A-Mast), max. Hakenlast: 20 t
- Räumschaufel

Es existierten allerdings auch andere Motorvarianten. So gab es im M74 mit dem Kennzeichen Y-228405 einen 30-Zylinder-Motor, bestehend aus fünf 6-Zylinder-Lkw-Benzin-Reihenmotoren von Chrysler, die in einem Halbkreis um das Getriebe angeordnet waren.
Da die Wanne des Kampfpanzer M4 verwendet wurde, entsprechen alle diesbezüglichen Angaben (Abmessungen, Panzerung usw.) dem Basisfahrzeug.
Die Größe des M74 überschritt bei Bahntransporten das zulässige Lichtraumprofil. Bahntransporte waren ohne Lademaßüberschreitung so nur möglich, wenn zuvor die seitlich angebrachten Hebel mit Seilanschluss abmontiert wurden.

## Hersteller
- Chrysler im Detroit Tank Arsenal
- Fisher Body Division der General Motors Company in Detroit (Michigan)
- Ford Motor Company in Detroit (Michigan)
- Pacific Car and Foundry in South Renton (Washington)
- Federal Machine and Welder Company in Jersey City (New Jersey)
- Lima Locomotive Works in Lima (Ohio)
- Montreal Locomotive Works in Montreal (Québec)

## Verwendung
- Vereinigte Staaten
- Israel
- Deutschland
- Brasilien
- Mexiko
- Vereinigtes Königreich
- Taiwan
- Frankreich
- Belgien
- Südkorea
- Jordanien
- Türkei
- Argentinien
- Österreich